# Ефенді
Ефенді (перс. آفندی, араб. أفندي, тур. efendi) — пан, володар,  правитель, начальник) — титул і офіцерське звання в Османської імперії та деяких інших країнах Сходу в XV—XX століттях.

## Історія слова
Форма «ефенді» спочатку використовувалася, як шанобливе звертання до султана та інших знатних осіб, поступово витіснивши форму «челебі». 
Починаючи з XIX століття як до ефенді звертаються до членів сім'ї султана, духовних авторитетів, чиновництва. Титул «ефенді» вживався відразу після імені (наприклад, Анвар-ефенді). Форма «ефенді» застосовувалася також при зверненні до жінок — «ханим-ефенді» або до чоловіків — «бей-ефенді», іноді до іноземців і немусульман. 
Ефенді вважалися в Османській імперії також всі грамотні громадяни, на відміну від неписьменних ага (початкове значення слова αφθέντες — людина, яка може в суді захищати себе сама).

## Військове звання
У військовій ієрархії Османської імперії військове звання ефенді приблизно відповідало європейському званню лейтенант. Далі слідували звання «ага», «бей» і «паша». Військове звання ефенді було скасоване в Туреччині урядовим указом від 29 листопада 1934 року, а в Єгипті — в 1953 році. Звання ефенді носили до 1918 року також тубільні офіцери колоніальних військ у Німецькій Східній Африці.

## Сучасне вживання
У сучасному суфізмі дервіші деяких тарикат використовують титул ефенді, звертаючись до своїх шейхів.
У народів Північного Кавказу так називають муллу.

## Жіноче ім'я
- Ефенді (нар. 1991) — азербайджанська співачка.